# Monika Kruszona
Monika Kruszona (Krefeld, 4 de agosto de 1985 - ) es una deportista alemana, en la disciplina de waterpolo.

## Biografía
Con su equipo, el Blau-Weiß Bochum de la Liga de Alemania de waterpolo femenino, Monika Kruszona ganó 8 ligas consecutivas entre 2003 y 2010. Además fue 7 veces campeona de la copa alemana de waterpolo femenino con su equipo. 
Con la selección alemana junior participó en los campeonatos del mundo juniores en Perth (2001) y Calgary (2003). En el mundial de 2003 fue la máxima goleadora de la competición junto con Barbara Bujka. Con la selección alemana de waterpolo femenina participó en los mundiales en Barcelona (2003), en Montreal (2005) y en Melbourne (2007). También jugó en los campeonatos europeos en Budapest (2001), en Liubliana (2003), en Belgrado (2006) y Málaga (2008).

## Títulos
Como jugadora de Blau-Weiß Bochum
- 8 ligas nacionales de Alemania
- 7 veces campeona de la copa alemana de waterpolo femenino